# ハッセルブラッド

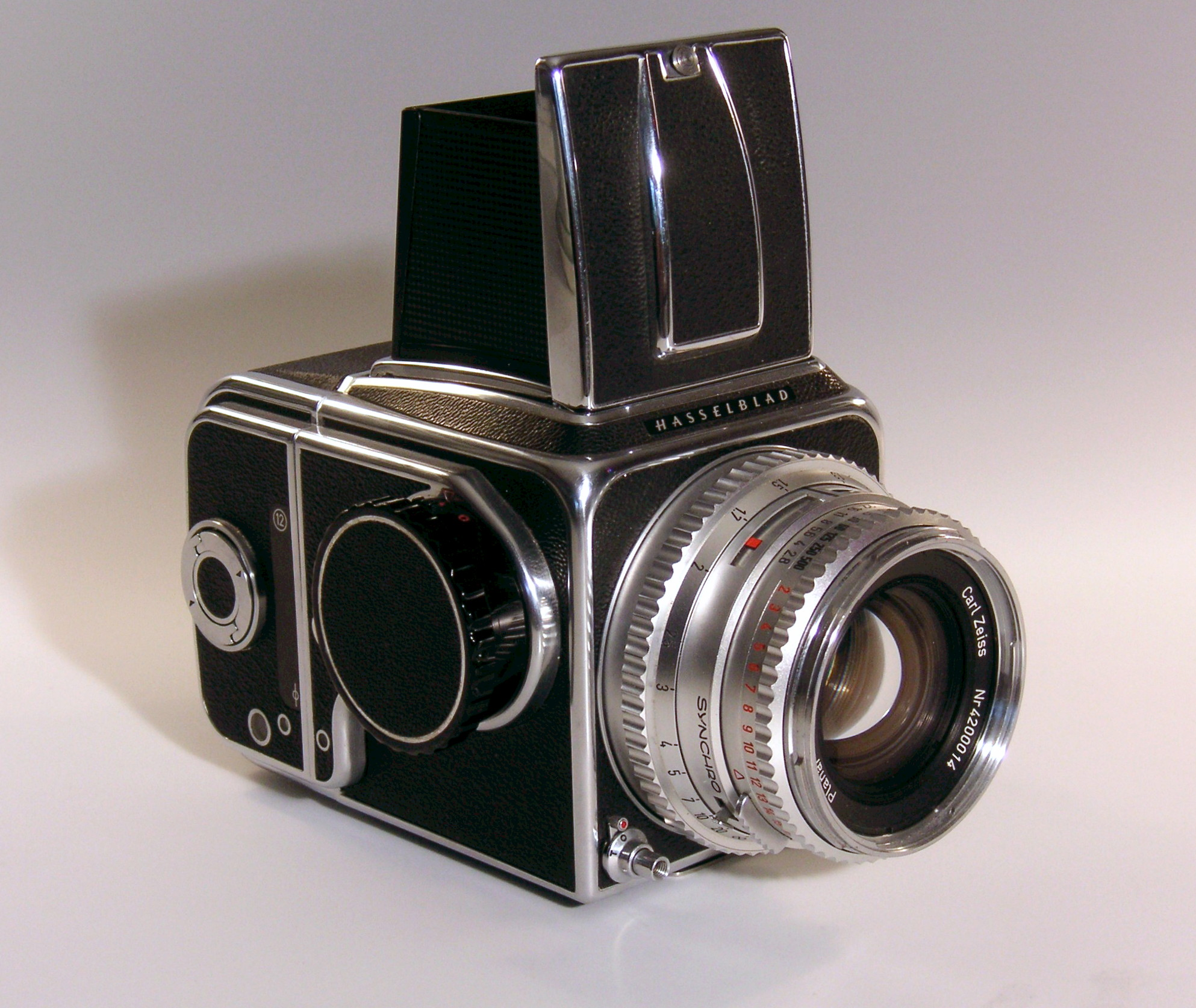
500C

ハッセルブラッド (Hasselblad) はスウェーデンのカメラメーカー。大型カメラ全盛の時代に、世界で初めて携帯に便利なレンズ交換型6×6 cm判一眼レフカメラを発表した。
2012年にはハッセルブラッド・ジャパンが設立され、2013年には世界で初めてのハッセルブラッド・ストアとなるHasseblad Store Tokyoが東京の原宿にオープン。X1DシリーズやH6D等の体験が可能。

## 歴史
前身であるF. W. Hasselblad & Co.がスウェーデンのヨーテボリに創業したのは1841年である。当時は貿易会社であった。創業者の息子アービット・ヴィクトル・ハッセルブラッド (Arvid Viktor Hasselblad) はアマチュア写真家であり、写真部門を設立した。アービットは新婚旅行でイギリスに行った際、コダックの創始者ジョージ・イーストマン (George Eastman) と出会い、親交を深め、1888年からコダック製品のスウェーデン輸入総代理店となった。写真の普及に伴い写真部門は順調に拡大し1908年にHasselblad's Fotografiska ABとして独立した。
アービットの孫、フリッツ・ヴィクトル・ハッセルブラッド（Fritz Victor Hasselblad, 1906年3月8日 - 1978年8月5日）は自然の写真を撮影するのを趣味にしていた。彼が18歳の時、父親であるカール・エリック (Karl Erik Hasselblad) はカメラ製造を実地で学ばせるため彼をドイツのドレスデンに送り、以来ドイツ、フランス、アメリカのカメラ工場、フィルム工場、現像ラボ、カメラ屋などで働くことになる。写真産業について専門知識を備えてスウェーデンに戻ったが、父と摩擦が多く、1937年に自分の会社Victor Fotoを立ち上げた。
第二次世界大戦が始まり、ドイツから軍用カメラの輸入が途絶えて困っていたスウェーデン軍は、ある時領空侵犯し墜落したドイツ軍機から航空カメラを発見した。軍は、スウェーデン最大のカメラ輸入業者の家族の一員でありカメラの専門家であったフリッツ・ヴィクトルに「同じものを作ってくれ」と依頼したが、フリッツ・ヴィクトルは「同じものは作れない。しかし、それ以上に優れたものなら作れる」と答えた。そのドイツ航空カメラを研究した彼は1941年に航空用HK7型7×9 cm判レンズシャッターカメラを製造した。
1948年10月、アメリカ市場で、コダックの交換レンズをラインアップした1600F型の大量生産を開始、国際市場に登場させ、世界的に最高級6×6 cm判カメラの地位を不動のものにした。
1968年の地球の出や1972年のザ・ブルー・マーブルなど世界的に有名なアポロ計画に関する写真はすべてハッセルブラッドで撮られた。
2017年1月、中国のドローンメーカー、DJIに買収された。